# 三口镇 (杭州市)
三口镇，中国浙江省西北部临安市下辖的一个镇。三口镇于2011年撤销，与一同撤销的板桥乡合设板桥镇。

## 辖区
该镇辖有：葱坑村、界联村、三口村、花桥村、上钱村、秋口村。